# Teckel (Bergbau)

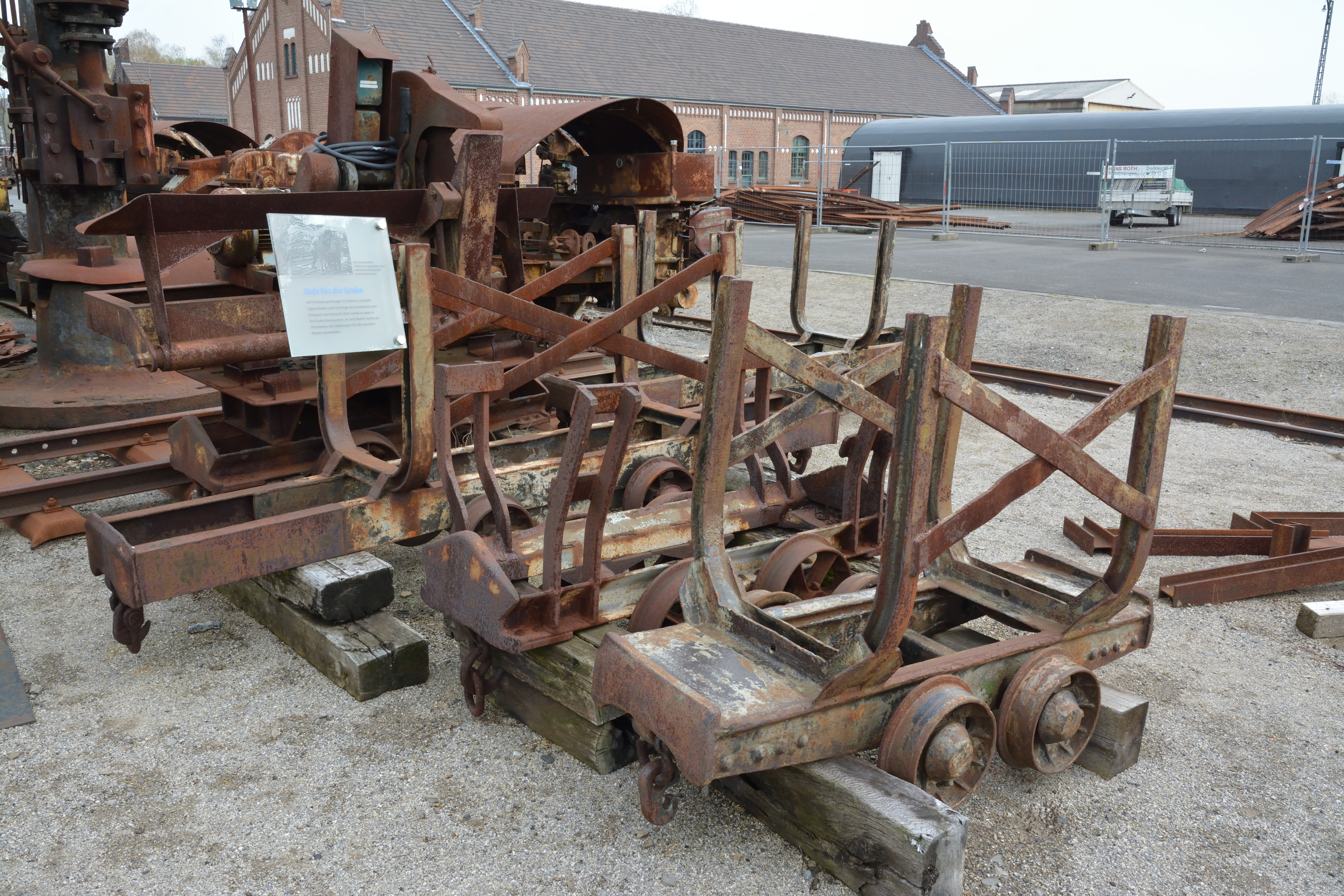
Teckel auf dem Materiallagerplatz

Als Teckel bezeichnet man im Bergbau einen Sonderwagen für die Materialförderung, mit dem Grubenholz oder anderes Langmaterial gefördert werden kann. Namensgebend für diesen Wagentyp war ein kleiner, hölzerner Förderwagen, der im Ruhrbergbau in den Abbaustrecken  von steilgelagerten Kohlenflözen für die Streckenförderung genutzt wurde.

## Grundlagen und Namensherkunft
Während die untertägige Förderung von Schüttgütern wie Kohle oder Gestein mit ringsum geschlossenen und nur oben offenen Grubenwagen erfolgt, ist die Förderung von Material wie z. B. Grubenausbau nicht so ohne weiteres machbar. Zwar lassen sich kleine Materialien auch mit gewöhnlichen Förderwagen fördern, jedoch bei Materialien, die länger sind als die gewöhnlichen Förderwagen, müssen besondere Wagentypen eingesetzt werden. Für Grubenholz wurden schon früher speziell für diese Förderarbeiten konstruierte Holzfahrerwagen eingesetzt. Passend für ihre Nutzung waren diese Holzfahrerwagen, die auch einfach Holzwagen genannt wurden, sehr flach konstruiert. Bis in die erste Hälfte des 20. Jahrhunderts wurden im Steinkohlenbergbau des Ruhrgebietes besonders schmal und niedrig gebaute Förderwagen aus Holz verwendet.  Diese Förderwagen nannten die Bergleute Teckel. Eingesetzt wurden diese Teckel für die Förderung in den Abbaustrecken von steilen Flözen mit geringerer Mächtigkeit. Die Besonderheit dieser Teckel war, dass die Stirnseiten aus einem Schieber bestanden, sodass diese Wagen bequem entleert werden konnten. Allerdings hatten diese Wagen auch große Nachteile, denn sie konnten nicht für die Förderung in den anderen Strecken genutzt werden. Aufgrund dieser fehlenden Eigenschaft musste das Fördergut am Ende der Abbaustrecken erneut auf einen anderen Förderwagen umgeladen werden. Nachdem im Abbau verstärkt der Bergeversatz verwendet wurde, wurden diese Wagentypen nicht mehr eingesetzt und verschwanden somit gänzlich. Etwa ab der Mitte des 20. Jahrhunderts wurde der Name Teckel für den Holzwagen verwendet.

## Aufbau

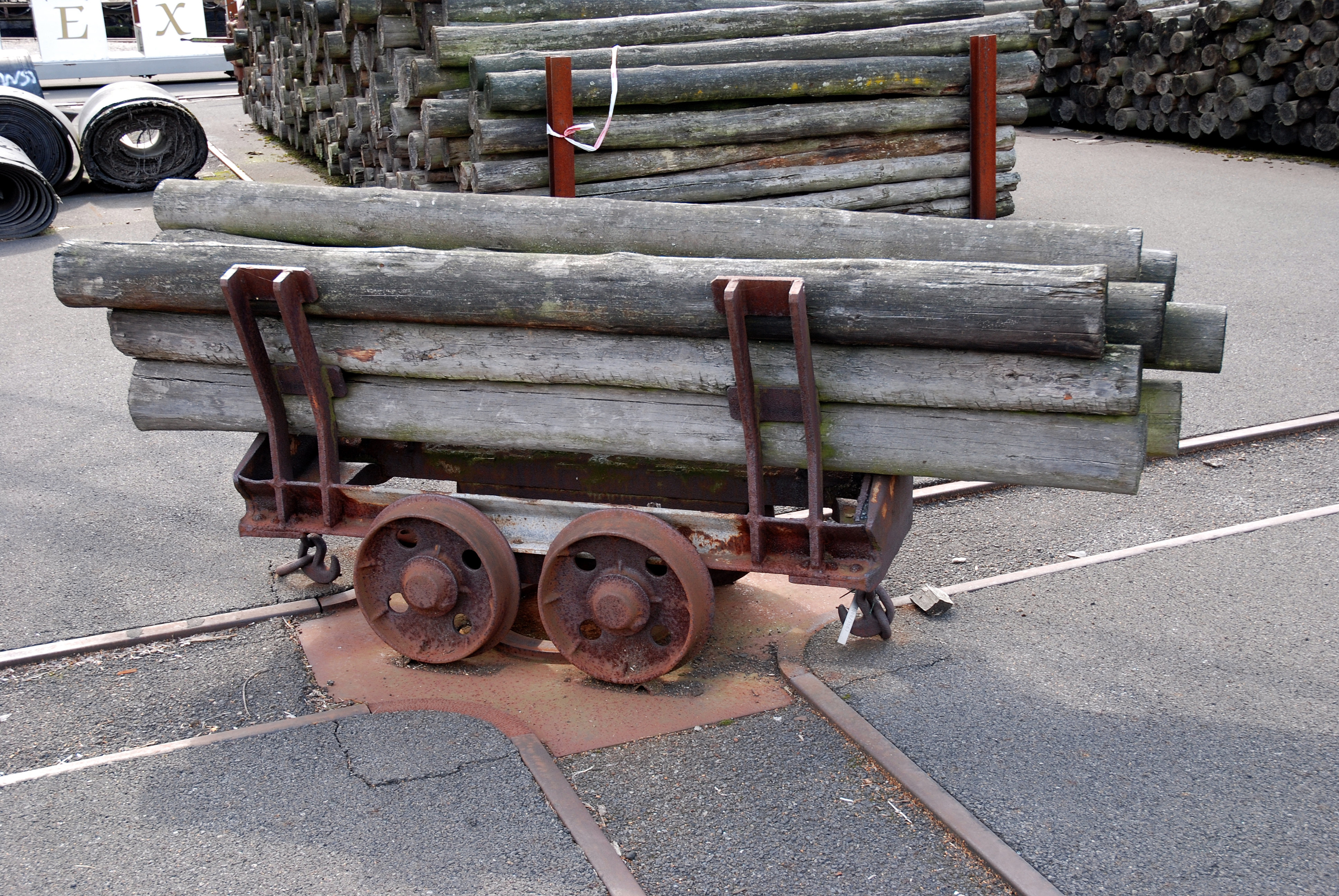
Teckel mit Grubenholz auf Zollern II/IV

Der Teckel ist vom Prinzip her so ähnlich konstruiert wie ein gewöhnlicher Förderwagen. Allerdings haben Teckel keinen Wagenkasten, sondern nur einen Grundrahmen, den Kastenträger aus Stahl oder Holz. Dieser Grundrahmen ist auf einen gewöhnlichen Radsatz montiert. An den Stirnseiten der Kastenträger sind Puffer montiert. Die Puffer sind aus Stahlguss und können zur Geräuschdämpfung mit Gummieinlagen versehen werden. Unter den Puffern ist die Wagenkupplung montiert. An den Grundrahmen sind an den Seitenrändern von oben Rungen befestigt. Aus diesem Grund wird dieser Wagentyp auch Rungenwagen genannt. Die Rungen können verschieden konstruiert sein. So gibt es Rungen, die am oberen Ende mit einer Öse versehen sind. Andere Rungen bestehen aus Profilstahl, an deren oberen Ende ein Schäkel befestigt ist. Es gibt auch Wagen, bei denen die Rungen unten Gelenke haben, um die Rungen beim Entladen des Wagens umklappen zu können. Dadurch lässt sich der Entladevorgang zügiger durchführen. Im Laufe der Jahre wurden unterschiedliche Teckel entwickelt, die an die Förderung der jeweiligen Materialien angepasst wurden. So gibt es auch Wagen, auf die über den Grundrahmen eine Stahlplatte montiert ist, in die Löcher eingearbeitet sind, in die dann die Rungen bei Bedarf gesteckt werden können. Für besonders sperrige oder überlange Materialien wurden Rungenwagen eingesetzt, deren Fahrgestelle zueinander schwenkbar angeordnet sind. Dies ist insbesondere in Kurven von Vorteil. Insbesondere für die Bremsbergförderung wurden Wagen mit einem großen Radstand von bis zu zwei Metern entwickelt. Diese Wagen konnten nicht mehr so leicht überkippen wie Wagen mit geringerem Radstand.